# Cenicero
Cenicero är en kommun i Spanien. Den ligger i den autonoma regionen La Rioja i norra delen av landet, 240 km nordost om huvudstaden Madrid. Antalet invånare är 2 091 (2024). Arean är 31,82 kvadratkilometer. Cenicero gränsar till Mañueta / Baños de Ebro, Elciego, Fuenmayor, Navarrete, Huércanos, Uruñuela, San Asensio och Torremontalbo.